# 切莱斯蒂娜·波帕
切莱斯蒂娜·波帕（羅馬尼亞語：Celestina Popa，1970年7月12日—），罗马尼亚前女子竞技体操运动员。她曾代表罗马尼亚获得1988年夏季奥运会体操比赛女子团体全能银牌。